# UPA-Południe
UPA-Południe – grupa (generalny obwód wojskowy - HWO) Ukraińskiej Powstańczej Armii, zorganizowana w końcu stycznia 1944 na południowych terenach obecnego obwodu równieńskiego. Grupa ta czasami nazywana była także UPA-Wschód (UPA-Schid).
Dowódcą UPA-Południe został Wasyl Kuk Łemisz.
Grupa dzieliła się na 3 okręgi wojskowe (WO):
- I WO Chołodnyj Jar
- II WO Urszań
- III WO Winnica

Pod koniec 1944 wskutek strat UPA-Południe przestała istnieć jako odrębna struktura.